# Hugo Dingler
Hugo Albert Emil Hermann Dingler (* 7. Juli 1881 in München; † 29. Juni 1954 in München) war ein deutscher Philosoph und Wissenschaftstheoretiker.

## Leben
Hugo Dinglers Eltern lebten zunächst in München. Sein Vater, Hermann Dingler, war Assistent des Botanikers Carl Wilhelm von Nägeli gewesen, bevor er an der Forstlichen Hochschule Aschaffenburg eine Professur für Botanik übernahm. Seine Mutter, Maria Dingler geb. Erlenmeyer, war die Tochter des Chemikers Emil Erlenmeyer.
Nach der Schulzeit am humanistischen Gymnasium in Aschaffenburg studierte Hugo Dingler Mathematik und Physik an den Universitäten Erlangen, Göttingen und München, u. a. bei Felix Klein, Johannes Stark und Walter Lietzmann.
Nachdem er 1906 an der Universität München bei Ferdinand von Lindemann zum Dr. phil. in den Fächern Mathematik, Physik und Astronomie promoviert worden war, strebte Dingler eine Hochschullaufbahn an. Sein erstes Habilitationsgesuch 1910 an der Technischen Hochschule München scheiterte. 1912 gelang dann die Habilitation an der Universität München mit dem Prüfungsthema Über wohlgeordnete Mengen und zerstreute Mengen im allgemeinen für Methodik, Unterricht und Geschichte der Mathematik.
Während seiner Militärzeit im Ersten Weltkrieg nahm Dingler an einem knapp einwöchigen Fronteinsatz teil. Als Realschullehrer sammelte er erste Lehrerfahrung, daneben wirkte er zunächst als Privatdozent für Mathematik, Philosophie und Wissenschaftsgeschichte.
1920 wurde Dingler außerordentlicher Professor der Universität München und trat einer Freimaurerloge bei, der er bis 1923 angehörte. 1932 wurde er Ordinarius der Philosophie der Technischen Hochschule Darmstadt. Außerdem lehrte er an der Pädagogischen Hochschule Mainz. In Darmstadt wurde Dingler 1934 aus nicht ganz geklärten Umständen zwangsweise emeritiert. Vermutet wird eine inneruniversitäre Intrige, nachdem er einen ihm untergebenen Bibliothekar entlassen hatte. Angeblich war Dingler eine „judenfreundliche“ Gesinnung vorgehalten worden, die mit seinem 1919 erschienenen Buch Die Kultur der Juden (Leipzig 1919) begründet worden war. Offiziell wurden Umstrukturierungs- und Einsparungsmaßnahmen als Begründung angeführt.
Nach der Machtergreifung der Nationalsozialisten wurde er 1933 Mitglied der SS, des NS-Lehrerbundes und des NS-Dozentenbundes. Ein Gesuch Dinglers, in die NSDAP aufgenommen zu werden, wurde nicht beantwortet. Er wurde angezeigt, weil er das Parteiabzeichen getragen hatte, ohne Parteimitglied der NSDAP zu sein. Es sind sowohl judenfeindliche (offen von 1912 bis zum Lebensende) als auch projüdische Äußerungen Dinglers dokumentiert.  In den 1930er Jahren polemisierte er gegen die „Herrschaft der Juden auf dem Gebiet der Mathematik“ und befasste sich mit der „seelischen Eigenart der jüdischen Rasse“. Zu seiner judenfeindlichen Haltung haben vermutlich Querelen 1912 mit dem Habilitationsschrift-Gutachter Alfred Pringsheim beigetragen. Doch bereits 1904 hatte Dingler im Tagebuch moniert: „…der Jude balanciert immer unangefochten auf den alten Kuhfladen“. In der vorangegangenen Tagebuch-Eintragung, die den 3. Internationalen Mathematiker-Kongress 1904 in Heidelberg betraf, hatte er notiert: „Es hat stark gemenschelt. Fürchterlich viele Juden.“ Weiterhin hielt er dazu fest, dass David Hilbert als „Nichtjude“ sich von Paul Gordan und Emmy Noether für seine Ideen auslachen ließe. – 1906 schrieb Dingler ins Tagebuch, dass „die Juden“ sich an Hilbert „anwanzen“ und eine Mauer um ihn bilden.
1934 erhielt Dingler einen Lehrauftrag an der Universität München, der nach einem gescheiterten Gutachterkampf – in dem ihn Sympathisanten der Deutschen Physik vergeblich unterstützt hatten – im Sommersemester 1936 endete. Seit Ende 1936 war er Mitarbeiter des SS-Ahnenerbes. Am 17. Dezember 1936 erklärte er in einem Brief, dass er sich freue, „nun dem Ahnenerbe als Mitglied beizutreten, mit dessen idealen Bestrebungen ich mich im Tiefsten verbunden fühle“.
Dingler war in München von einem Zirkel von Schülern und Gleichgesinnten umgeben, der als Dingler-Kreis bezeichnet wurde und deren regimetreue Mitglieder problemlos Lehrstühle an Hochschulen erhielten. Dazu gehörten u. a.
- der Zoologe und Wissenschaftstheoretiker Eduard May[12], der einen Lehrstuhl für Mathematik an der TH München erhielt,
- der Ingenieur und Aeronautiker Wilhelm Müller, der 1939 statt Werner Heisenberg auf Arnold Sommerfelds Physik-Lehrstuhl an der Universität München nachfolgte[13],
- der Astronom Bruno Thüring, der Dingler 1940 die Rückkehr an die Universität ebnete, 1941 beißend gegen Albert Einsteins Hypothesen polemisierte[14] – auch mit Dingler und anderen[15] – und der später Leiter der Universitätssternwarte Wien wurde sowie
- der (dem Halleschen Gestaltkreis um Viktor von Weizsäcker zugehörende) Geometer Max Steck[16], der 1941 eine Diätendozentur am Fachbereich Mathematik der TH München erhielt.

Dieser Kreis stand der Gruppierung der Deutschen Mathematik und der Deutschen Physik nahe und kritisierte wie diese die moderne Relativitätstheorie, die Quantentheorie und die Hilbertsche Mathematik.
Am 1. Juni 1940 beantragte er die Aufnahme in die NSDAP und wurde trotz seiner früheren Logenzugehörigkeit auf persönliche Anweisung Adolf Hitlers zum 1. April desselben Jahres aufgenommen (Mitgliedsnummer 7.754.026). Im November 1940 – nach einem weiteren Gutachterstreit und einem Schreiben an Joseph Goebbels erhielt er wieder einen Lehrauftrag: an der mathematisch-naturwissenschaftlichen Sektion der Münchner Universität. Diesen Lehrauftrag übte er bis 1945 aus. 1941 wurde ihm eine ganze Jahresausgabe einer naturwissenschaftlichen Zeitschrift gewidmet.
Nach dem Zweiten Weltkrieg wurde Dingler vom Bayerischen Kultusministerium auf Weisung der US-amerikanischen Militärregierung vom Dienst an der Universität München suspendiert. Seine Bemühungen, wieder in das Lehramt eingesetzt zu werden, scheiterten.
Wegen seiner Verstrickungen während der NS-Diktatur verhängte die Bayerische Spruchkammer 1948 gegen Dingler eine Geldstrafe in Höhe von 1.380,- RM.

## Tod und Nachwirkung
Hugo Dingler starb am 29. Juni 1954 in München an Herzversagen; sein Grab befindet sich in Aschaffenburg im dortigen Altstadtfriedhof. Nach dem Zweiten Weltkrieg hatte er in zweiter Ehe Martha Schmitt geheiratet, die aus einer Aschaffenburger Industriellen-Familie stammte. Seine Witwe hat sich später um die Erhaltung und Verbreitung seines Werks bemüht. Sie gründete den Verlag Hugo Dingler-Stiftung, in dem unveröffentlichte Werke Dinglers publiziert werden sollten.
Dinglers katalogisierter,  allgemein zugänglicher Nachlass ist heute Eigentum der 1979 gegründeten gemeinnützigen Hugo-Dingler-Stiftung, Aschaffenburg, und wird im Hugo-Dingler-Archiv  der im Schloss Johannisburg beherbergten Hofbibliothek Aschaffenburg aufbewahrt. Er umfasst neben einem umfangreichen Briefwechsel mit zahlreichen Geistesgrößen seiner Zeit, z. B. mit Gottlob Frege,  oder mit Ernst Mach, eine aus ca. viertausend Bänden bestehende Privatbibliothek, die in einem eigenen Zimmer untergebracht ist. Der wissenschaftliche Briefwechsel Dinglers füllt 57 Aktenordner, der private 33 Ordner, und wird  von Historikern bei der Erforschung der Wissenschaftsgeschichte des 20. Jahrhunderts genutzt. Die Hugo-Dingler-Stiftung hat in der Vergangenheit die Publikation einer Reihe naturphilosophischer und wissenschaftsgeschichtlicher Abhandlungen gefördert.

## Werk
Dingler arbeitete sowohl zu geisteswissenschaftlichen wie zu naturwissenschaftlichen Themen. Er verfasste eine Ethik aus nationalsozialistischem Geist und bemühte sich zeitlebens um die Grundlagen der Mathematik und Physik. Dabei entwickelte er eine operationalistische Philosophie einer konstruktiven Mathematik und der so genannten Protophysik. Zentral ist der Gedanke, mit normierten Handlungen einen Aufbau der Wissenschaften unter strenger Beachtung des von ihm entwickelten so genannten Prinzips der methodischen Ordnung (Einhaltung einer wissenschaftlichen Reihenfolge) derart vorzunehmen, dass logische Zirkelhaftigkeit vermieden wird.
Dingler ist Urheber eines Vorläufers der so genannten Methodischen Philosophie, der absolute Sicherheit und Eindeutigkeit (Certismus) anstrebte. Sein philosophisches Werk gilt als operationalistische und pragmatische Wissenschaftstheorie. Dingler beeinflusste die zeitgenössischen Richtungen der Methodischen Philosophie (Erlanger Konstruktivismus und Methodischer Kulturalismus). Für die Protophysik sah er die Möglichkeiten vor, die das so genannte Dreiplattenverfahren zur Herstellung und Definition von Ebenen durch die praktische Tätigkeit des Ebnens bietet: Drei Oberflächen von Gegenständen werden wechselseitig aneinander abgeschliffen. Weil es drei Oberflächen sind, kann bei dieser Ebnung kein Hohlkörper entstehen. Karl Popper und Rudolf Carnap sahen in ihm einen wissenschaftstheoretischen Konventionalisten; Dingler lehnte diese Bezeichnung ab. Die Einschätzung des wissenschaftlichen Status der Geometrie war für Dingler keine Konvention, sondern er favorisierte das von Newton eingeführte spekulative Konzept des nicht beobachtbaren absoluten Raums.
Dinglers Wirken als Wissenschaftstheoretiker stand im Zeichen einer permanenten Gegnerschaft zur modernen Relativitätstheorie. So lehnte er in der Speziellen Relativitätstheorie die Einsteinsche Interpretation der Lorentz-Transformation grundsätzlich ab und maß stattdessen der Galilei-Transformation eine fundamentalere Bedeutung zu. 1935 unternahm er gemeinsam mit Max Steck den Versuch, die Lorentz-Transformation mit Hilfe der Galilei-Transformation herzuleiten. Siehe dazu: Kritik an der Relativitätstheorie.
Die von Albert Einstein und anderen entwickelte Allgemeine Relativitätstheorie wurde von Dingler als zirkulär abgelehnt. Dingler zufolge kann die Geometrie, die die Erfahrungsgrundlage der Physik sei, nicht durch die Erfahrung selbst revidiert werden. Dinglers Behauptung des Primats der Philosophie und der Unabhängigkeit von den aus der Relativitätstheorie erwachsenden Einwänden ist später von Paul Lorenzen und Peter Janich wiederholt worden.
Der wissenschaftliche Disput eskalierte in den 1930er Jahren zu einer persönlichen Fehde mit dem Hauptrepräsentanten der Relativitätstheorie, Albert Einstein. Hatte Dingler noch 1929 seinem Kontrahenten zum 50. Geburtstag einen wohlwollenden Artikel in einer Münchner Zeitung gewidmet, so entlud sich sein Unmut wenig später in persönlichen Animositäten – bis hin zu mehr oder weniger unverhohlener Polemik mit antijüdischen Einlassungen.
Im Gegensatz zum empiriefreundlichen Ansatz der ‚Deutschen Physiker‘ in Berlin war Dinglers Ansatz der Kritik an der Relativitätstheorie methodisch: Die Geometrie war seiner Ansicht eine unhintergehbare Voraussetzung a priori jeder empirischen Messung, da sie im Messverfahren vorausgesetzt werde. Daher könnten empirische Ergebnisse nicht zu Revision der Geometrie führen. Zudem widerspräche diese einem ‚aufbauenden‘ Vorgehen in der Wissenschaft.

## Veröffentlichungen
- Ulrich Weiß (Hrsg.): Hugo Dingler: Aufsätze zur Methodik. Meiner, Hamburg 1987, ISBN 978-3-7873-0718-0 . (eingeschränkte Vorschau).
- Ulrich Weiß (Hrsg.): Hugo Dingler – Gesammelte Werke. CD-ROM. Worm, Berlin 2004. (Inhaltsangabe)

- Grenzen und Ziele der Wissenschaft, München 1910.
- Die Grundlagen der Naturphilosophie, Leipzig 1913.
- Die Kultur der Juden – Eine Versöhnung zwischen Religion und Wissenschaft, Leipzig 1919.
- Die Grundlagen der Physik – Synthetische Prinzipien der mathematischen Naturphilosophie, Berlin/Leipzig 1919.
- Der starre Körper, in: Physikalische Zeitschrift, 21, 1920, S. 487–492.
- Physik und Hypothese – Versuch einer induktiven Wissenschaftslehre nebst einer kritischen Analyse der Fundamente der Relativitätstheorie, Berlin/Leipzig 1921.
- Kritische Bemerkungen zu den Grundlagen der Relativitätstheorie-Vortrag , Leipzig : S. Hirzel, 1921
- Relativitätstheorie und Ökonomieprinzip, Leipzig : S. Hirzel, 1922
- Das Problem des absoluten Raumes in historisch-kritischer Behandlung, Leipzig : S. Hirzel, 1923
- Die grundgedanken der Machschen philosophie mit erstveröffentlichungen aus seinen wissenschaftlichen tagebücher, Leipzig, 1924
- Über den Zirkel in der empirischen Begründung der Geometrie, in: Kant-Studien, 30, 1925, S. 310–330.
- Der Zusammenbruch der Wissenschaft und der Primat der Philosophie, München 1926.
- Das Experiment – Sein Wesen und seine Geschichte, München 1928.
- Metaphysik und Wissenschaft vom Letzten, München 1929.
- Das System – Das philosophisch-rationale Grundsystem und die exakte Methode der Philosophie, München 1930.
- Philosophie der Logik und Arithmetik, München 1931.
- Über den Aufbau der experimentellen Physik, in: Erkenntnis, 2, 1931, S. 21–38.
- Geschichte der Naturphilosophie, Berlin 1932.
- Die Grundlagen der Geometrie, ihre Bedeutung für Philosophie, Mathematik, Physik und Technik, Stuttgart: Ferdinand Enke 1933.
- Das Handeln im Sinne des höchsten Zieles – Absolute Ethik, München 1935.
- Die Methode der Physik, München 1938.
- Max Planck und die Begründung der sogenannten modernen theoretischen Physik. Ahnenerbe‐Stiftung‐Verlag Berlin 1939.
- Von der Tierseele zur Menschenseele – Die Geschichte der geistigen Menschwerdung, Leipzig 1941.
- Aufbau der exakten Fundamentalwissenschaft München 1944, 1964² (neu herausgegeben  von Paul Lorenzen;  von der Erstauflage von 1944 hatten nur wenige dutzend Exemplare die Bombardierungen des Verlagshauses überstanden).
- Grundriß der methodischen Philosophie, Füssen 1949.
- Storia Filosofica delle Scienza, Milano 1949.
- Das physikalische Weltbild, Meisenheim/Glan 1951 (Beihefte zur philosophischen Forschung 4).
- Il Metodo della Ricerca nelle Scienze, Milano 1953.
- Die Ergreifung des Wirklichen, München 1955.